# Pierre Ignace Liévin van Alstein
Pour les articles homonymes, voir Liévin (homonymie) et Alstein (homonymie).
 (décembre 2009).
Améliorez-le ou discutez des points à vérifier. 
Pierre-Ignace-Liévin van Alstein, né en 1733 à Gand en Belgique, et mort à Nantes le 27 décembre 1793, est un capitaine négrier français d'origine flamande.

## Biographie
Pierre-Ignace-Liévin van Alstein s'expatrie de Flandre orientale en 1745 à cause de la guerre de Succession d’Autriche : les troupes de Louis XV se sont emparées de Gand et imposent tant de charges que la famille, pourtant aisée avant ces événements, ne peut plus faire face. Pierre-Ignace-Liévin est envoyé à Nantes chez son oncle Georges-Eustache de Kradistown et son épouse Hélène Claire née Gough. Georges-Eustache, armateur et négrier, fait faillite, obligeant Pierre-Ignace-Liévin à s’engager 15 ans comme novice sans solde sur un navire négrier nantais. 
La carrière maritime de Pierre-Ignace-Liévin s’étend de 1751 à 1784, avec au total onze campagnes, dont quatre qu’il organisa et commanda. À sa mort, on dit que sa fortune est considérable, selon les sources de 200 000 à 300 000 livres. Pierre-Ignace-Liévin van Alstein a, entre autres, laissé sa marque dans l’histoire de la navigation, dans une chasse au trésor qui a marqué les esprits, le récit ayant traversé les siècles pour parvenir jusqu’à nous.
Van Alstein est naturalisé français en 1787, vers la fin du règne de Louis XVI. Pendant la Révolution française, le Comité révolutionnaire séquestre ses biens et l’incarcère « comme suspect ». Après 2 mois de prison, le 27 décembre 1793, il meurt et son corps fut jeté dans une fosse commune. Il n'a pas eu de descendance. 

## Histoire des archives
À sa mort, son frère Louis-Grégoire van Alstein, curé à Reninghelst près de Ypres (Belgique), a recueilli ses archives. 
Antoine-François d’Hoop (1769†1829), époux de Hélène-Thérèse van Alstein (1770-†1849) et neveu de Pierre-Ignace-Liévin récupérera les archives. Le petit-fils d’Antoine-François, Félix-Henri d’Hoop (1827†1897), conservateur des archives de l’État à Gand, fit don entre autres des archives de Pierre-Ignace-Liévin à la Belgique, c’est le “fonds d’Hoop” (“gift d’Hoop”) .
Grâce aux archives du “fonds d’Hoop”, l’histoire de Pierre-Ignace-Liévin van Alstein est très bien connue. Ces archives contiennent entre autres richesses une dizaine de cartons relatifs à Pierre-Ignace-Liévin van Alstein. La richesse de ces archives est exceptionnelle, et elles sont très souvent exploités par les historiens[réf. nécessaire] travaillant sur le commerce maritime du XVIIIe et la traite des esclaves.